# Lijst van bruggen over het Wilhelminakanaal
Het Wilhelminakanaal is een kunstmatig vaarwater in de Nederlandse provincie Noord-Brabant dat de Zuid-Willemsvaart bij Laarbeek met de Amer bij Geertruidenberg verbindt en heeft een lengte van 68 kilometer.
Over het kanaal liggen van oost naar west de volgende bruggen (cursief: toekomstige/voormalige brug):
Dienstbruggen bij de sluizen zijn in dit overzicht niet opgenomen.
| Km.: | Naam:                                      | Soort:                                                         | Traject:                                                                           | Afbeelding: |
| ---- | ------------------------------------------ | -------------------------------------------------------------- | ---------------------------------------------------------------------------------- | ----------- |
| 67,5 | Brug Oranjelaan                            | verkeersbrug (ophaalbrug)                                      | Beek en Donk - Aarle-Rixtel (Oranjelaan)                                           |             |
| 66,3 | Brug Het Laar/Laarderbrug                  | verkeersbrug (vakwerkbrug)                                     | Beek en Donk - Aarle-Rixtel                                                        |             |
| 65,1 | Brug Lieshout*                             | verkeersbrug (liggerbrug)                                      | Lieshout - Gerwen (Provinciale weg)                                                |             |
| 63,8 | Brug Deense Hoek                           | verkeersbrug (liggerbrug)                                      | Lieshout - Deense Hoek (Sonseweg)                                                  |             |
| 62,3 | Brug Sluis V                               | verkeersburg (ophaalbrug)                                      | Achterbosch - Olen (Sluisweg)                                                      |             |
| 60,4 | Brug Stad van Gerwen                       | verkeersbrug (ophaalbrug)                                      | Stad van Gerwen - Olen (Stad van Gerwen)                                           |             |
| 58,4 | Brug Hooijdonk                             | verkeersbrug (ophaalbrug)                                      | Breugel - Nederwetten (Hooijdonk/Stakenburgstraat)                                 |             |
| 57,1 | Sonse brug                                 | verkeersbrug (hefbrug)                                         | Son - Eindhoven                                                                    |             |
| 55,8 | Koppenberg                                 | verkeersbrug (liggerbrug)                                      | Eindhoven - Arnhem                                                                 |             |
| 55,7 | Houtense Brug                              | fiets- en voetgangersbrug (ophaalbrug)                         | Ekkersrijt - Houtens                                                               |             |
| 52,5 | Fietsbrug Best*                            | fiets- en voetgangersbrug (liggerbrug)                         | Brug ingestort in december 2018 (nieuwe brug iets verderop geopend in 2021)        |             |
| 52,3 | Fietsbrug Best*                            | fiets- en voetgangersbrug (vakwerkbrug)                        | Best                                                                               |             |
| 52,0 | Airbornebrug                               | verkeersbrug (liggerbrug)                                      | Amsterdam - Maastricht                                                             |             |
| 51,8 | Wilhelminabrug                             | verkeersbrug (twee liggerbruggen)                              | Best - Eindhoven (Eindhovenseweg Zuid)                                             |             |
| 50,7 | Spoorbrug Best*                            | spoorbrug (liggerbrug)                                         | Boxtel - Eindhoven (Staatslijn E)                                                  |             |
| 50,2 | Batabrug                                   | verkeersbrug (plaatbrug)                                       | Best - Batadorp (Kon. Julianaweg-Zuid/Europaplein)                                 |             |
| 49,4 | Heidebrug                                  | verkeersbrug (liggerbrug)                                      | Best - Batadorp (Ringweg)                                                          |             |
| 46,0 | Miekoeksebrug                              | verkeersbrug (vakwerkbrug)                                     | Oirschot - Oirschotse Heide (Heersdijk)                                            |             |
| 44,5 | Prinses Irene Brigade brug                 | verkeersbrug (vakwerkbrug)                                     | Oirschot (Kempenweg)                                                               |             |
| 44,0 | Stönner-Meijwaardbrug                      | fiets- en voetgangersbrug (vakwerkbrug)                        | Oirschot                                                                           |             |
| 43,1 | Wilhelminakanaal 1959                      | verkeersbrug (liggerbrug)                                      | Eindhoven - Vlissingen                                                             |             |
| 43,0 | Brug Heuvel                                | verkeersbrug (ophaalbrug)                                      | Oirschot (Beerseweg)                                                               |             |
| 41,4 | Brug Groenewoud                            | verkeersbrug (ophaalbrug)                                      | Oirschot (Groenewoudsedijk)                                                        |             |
| 40,0 | Brug Kattenberg                            | verkeersbrug (ophaalbrug)                                      | Brug gesloopt in 2011                                                              |             |
| 36,9 | Sluis IV                                   | verkeersbrug (ophaalbrug)                                      | Haghorst (Sint Josephstraat)                                                       |             |
| 33,4 | Holenakker Brug                            | verkeersbrug (ophaalbrug)                                      | Biest-Houtakker (Akkerstraat)                                                      |             |
| 32,3 | Brug Biest-Houtakker                       | verkeersbrug (ophaalbrug)                                      | Biest-Houtakker (Biestsetraat)                                                     |             |
| 28,5 | Trappistenbrug                             | verkeersbrug (ophaalbrug)                                      | Koningshoeven - Abdij Koningshoeven (Koningshoeven)                                |             |
| 28,4 | Brug RW 58                                 | verkeersbrug (liggerbrug)                                      | Eindhoven - Vlissingen                                                             |             |
| 27,6 | Brug Meierijbaan                           | fiets- en voetgangersbrug (voorheen verkeersbrug) (liggerbrug) | Tilburg (Meierijbaan)                                                              |             |
| 26,9 | Brug Oisterwijksebaan                      | verkeersbrug (draaibrug)                                       | Tilburg (Oisterwijksebaan)                                                         |             |
| 26,5 | Brug Spoorpad*                             | fiets- en voetgangersbrug (liggerbrug)                         | Tilburg (spoorpad)                                                                 |             |
| 26,5 | Spoorbrug Tilburg*                         | spoorbrug (liggerbrug)                                         | Breda - Eindhoven (Staatslijn E) Tilburg - Nijmegen (Spoorlijn Tilburg - Nijmegen) |             |
| 26,4 | Brug Bosscheweg                            | verkeersbrug (hefbrug)                                         | Tilburg (Bosscheweg)                                                               |             |
| 25,8 | Brug Enschotsestraat                       | verkeersbrug (ophaalbrug)                                      | Tilburg (Enschotsestraat)                                                          |             |
| 25,4 | Brug Gelrebaan                             | verkeersbrug (liggerbrug)                                      | Tilburg (Gelrebaan)                                                                |             |
| 24,9 | Brug Heikantsebaan                         | verkeersbrug (ophaalbrug)                                      | Tilburg (Petrus Loosjesstraat)                                                     |             |
| 24,3 | Brug Quirijnstoklaan                       | verkeersbrug (liggerbrug)                                      | Tilburg (Quirijnstoklaan)                                                          |             |
| 23,9 | Brug Lijnsheike                            | busbaan, fiets- en voetgangersbrug (ophaalbrug)                | Tilburg (Von Weberstraat)                                                          |             |
| 23,3 | Brug Waalstraat                            | fiets- en voetgangersbrug (ophaalbrug)                         | Tilburg (Waalstraat)                                                               |             |
| 22,6 | Brug Midden-Brabantweg                     | verkeersbrug (liggerbrug)                                      | Tilburg (Midden-Brabantweg)                                                        |             |
| 22,5 | Brug Dokter Deelenlaan                     | verkeersbrug (ophaalbrug)                                      | Tilburg (Dokter Deelenlaan)                                                        |             |
| 21,0 | Brug Dongenseweg*                          | verkeersbrug (liggerbrug)                                      | Tilburg (Dongenseweg)                                                              |             |
| 19,8 | Brug Burg. Baron van Voorst tot Voorstweg* | verkeersbrug (liggerbrug/boogbrug)                             | Tilburg (Burg. Baron van Voorst tot Voorstweg)                                     |             |
| 18,9 | Fietsbrug Poseidonpad                      | fiets- en voetgangersbrug (vakwerkbrug)                        | Tilburg (Poseidonpad)                                                              |             |
| 17,7 | Fietsbrug Medemblikpad                     | fiets- en voetgangersbrug (vakwerkbrug)                        | Tilburg (Medemblikpad)                                                             |             |
| 16,9 | Voldijkbrug                                | fiets- en voetgangersbrug (hangbrug)                           | Tilburg (Munnekeburenpad)                                                          |             |
| 16,1 | Brug Burg. Letschertweg                    | ecopassage/verkeersbrug (tuibrug/liggerbrug)                   | Tilburg (Burg. Letschertweg)                                                       |             |
| 14,0 | Brug Vierbundersweg                        | verkeersbrug (liggerbrug)                                      | Tilburg - Dongen (Vierbundersweg)                                                  |             |
| 13,0 | De Oversteek                               | fietsbrug                                                      | Dongen                                                                             |             |
| 11,2 | Rijensebrug                                | verkeersbrug (liggerbrug)                                      | Dongen - Rijen (Westerlaan)                                                        |             |
| 8,2  | Oosterhoutsebrug                           | verkeersbrug (liggerbrug)                                      | Breda - Almere                                                                     |             |
| 7,9  | Tilburgse Brug                             | verkeersbrug (liggerbrug)                                      | Oosterhout (Tilburgseweg)                                                          |             |
| 7,2  | Oosterheidebrug                            | verkeersbrug (liggerbrug)                                      | Oosterhout (Slotlaan)                                                              |             |
| 6,1  | Bredase Brug                               | verkeersweg (liggerbrug)                                       | Oosterhout (Bredaseweg)                                                            |             |
| 5,0  | Wilhelminabrug                             | verkeersbrug (ophaalbrug)                                      | Oosterhout (Wilhelminalaan)                                                        |             |
| 3,6  | Weststadbrug                               | verkeersbrug (liggerbrug)                                      | Oosterhout (Bovensteweg)                                                           |             |
| 0,5  | Ir. Hamersbrug                             | verkeersbrug (liggerbrug)                                      | 's-Hertogenbosch - Zierikzee                                                       |             |

- Officiële naam van deze brug is onbekend/niet achterhaald.